# Hertha Pauli

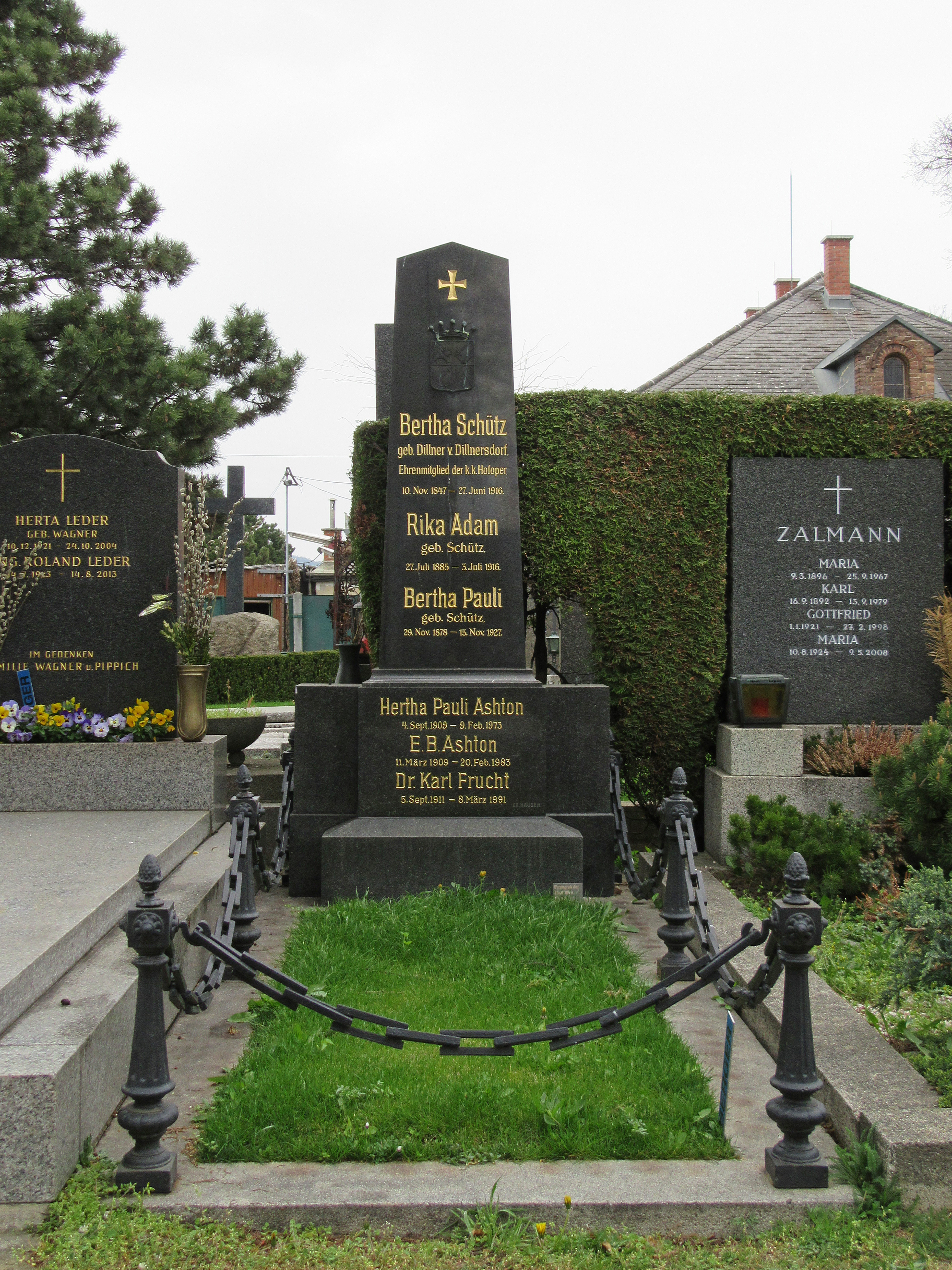
Grab von Hertha Pauli und ihrer Familie auf dem Döblinger Friedhof

Hertha Ernestine Pauli (* 4. September 1906 in Wien, Österreich-Ungarn; † 9. Februar 1973 in New York City) war eine Schauspielerin, Autorin und Journalistin. 

## Leben
Hertha Pauli war die Tochter der Journalistin und Frauenrechtlerin Berta „Maria“ Schütz (1878–1927) und des Arztes und Universitätsprofessors für Kolloidchemie, Wolfgang Joseph Pauli (1869–1955), der aus einer jüdischen Prager Verleger-Familie stammte, aber zum Katholizismus konvertiert war (sein ursprünglicher Name war Wolf Pascheles). Ihr Bruder war der Physik-Nobelpreisträger Wolfgang Pauli. Sie war tätig als Schauspielerin, antifaschistische Aktivistin, Autorin und Journalistin.
In den Jahren 1927 bis 1933 spielte Pauli unter Max Reinhardt in Berlin. Sie war u. a. mit Walter Mehring und Ödön von Horváth befreundet, mit dem zusammen sie an dessen Drama Die Unbekannte aus der Seine arbeitete. Nachdem von Horváth ihr von seiner bevorstehenden Heirat mit Maria Elsner berichtet hatte, versuchte sie sich umzubringen.
Von 1933 bis 1938 wirkte sie in Wien als Herausgeberin im Rahmen der Österreichischen Korrespondenz und veröffentlichte biografische Romane (Toni, ein Frauenleben für Ferdinand Raimund, Nur eine Frau. Bertha von Suttner).
Sie emigrierte nach dem „Anschluss“ Österreichs nach Frankreich. In Paris gehörte sie zum Bekanntenkreis Joseph Roths und machte Bekanntschaft mit dem amerikanischen Journalisten Eric Sevareid. Im Juni 1940 floh sie zusammen mit Walter Mehring aus dem besetzten Teil Frankreichs über Orléans, Lourdes, Toulouse nach Marseille. Die Vermittlung eines Visums durch das Emergency Rescue Committee ermöglichte es ihr, Anfang September 1940 über Spanien nach Lissabon zu gelangen und dort ein Schiff nach New York zu nehmen.
In den USA wurde sie vor allem als Jugendbuchautorin bekannt. U. a. erklärte sie amerikanischen Kindern in Silent Night. The Story of a Song (1943) die Herkunft des Weihnachtsliedes Stille Nacht, heilige Nacht oder schrieb mit I lift my lamp eine persönliche Geschichte der Freiheitsstatue. Sie heiratete E. B. Ashton (1909–1983), mit dem sie an einer Biografie Alfred Nobels arbeitete. In ihrem letzten Buch Der Riss der Zeit geht durch mein Herz (1970) verarbeitete sie drei Jahrzehnte später die letzten Tage vor dem „Anschluss“ und die darauffolgende Zeit.
Seit den 1950er Jahren reiste sie regelmäßig nach Österreich und publizierte hier ihre Bücher in deutscher Sprache.
Zuletzt lebte sie in Huntington auf Long Island.
Hertha Pauli ruht gemeinsam mit ihrem Gatten, ihrer Mutter sowie ihrer Großmutter, der Opernsängerin Bertha Schütz-Dillner (1847–1916), in einem ehrenhalber gewidmeten Grab auf dem Döblinger Friedhof in Wien.

## Weitere Werke (Auswahl)
- Toni. Ein Frauenleben für Ferdinand Raimund, 1936
- Nur eine Frau. Bertha von Suttner, 1937
- Alfred Nobel, Dynamite King, Architect of Peace, 1942
- Silent Night. The Story of a Song, 1943
- I lift my Lamp, 1948 (nicht ins Deutsche übersetzt)
- Weihnachtsbuch. Ein Lied vom Himmel, 1954
- Geschichte vom Christbaum, 1957
- Jugend nachher, 1959
- Ein Baum vom Himmel, 1964
- Das Geheimnis von Sarajewo, 1966
- Der Riss der Zeit geht durch mein Herz, 1970 (Neuauflage Wien : Paul Zsolnay Verlag, 2022, ISBN 978-3-552-07308-1, mit einem Nachwort von Karl Markus Gauss)